# 1,4-Naftohinon
1,4-Naftohinon je organsko jedinjenje izvedeno iz naftalina. Nekoliko izomernih naftohinona je poznato, npr. 1,2-naftohinon. 1,4-Naftohinon formira isparljive žute triklinične kristale i ima oštar miris sličan benzohinonu. On je skoro potpuno nerastvoran u hladnoj vodi, malo rastvoran u petrolejskom etru, i u većoj meri u polarnim organskim rastvaračima. U alkalinnim rastvorima on proizvodi crvenkasto-smeđu boju. Vitamin K je derivat 1,4-naftohinona. On je planaran molekul sa romatičnim prstenom kondenzovanim sa hinonskom jedinicom.